# U-S-A!

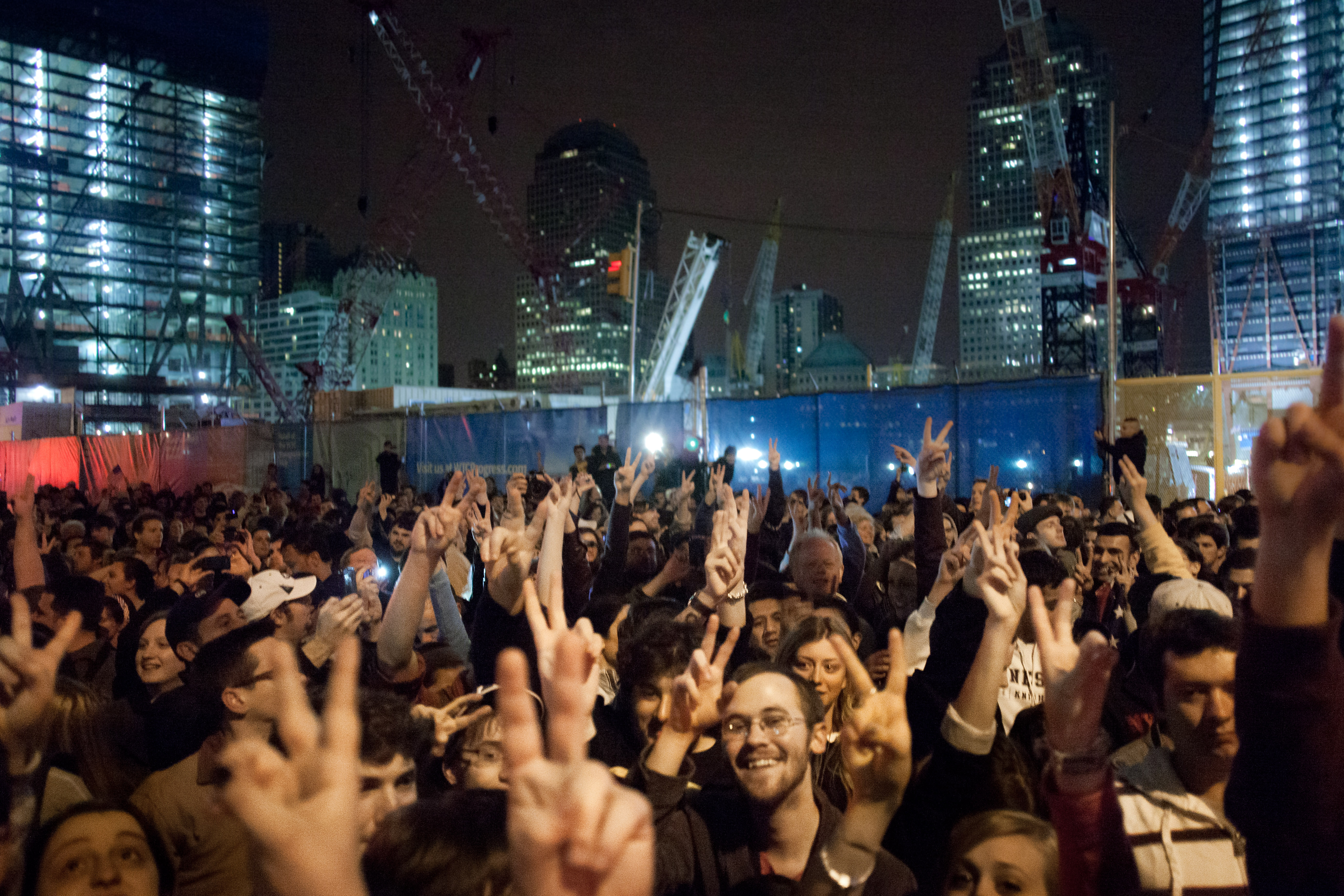
Multidão celebrando no Ground Zero após o anuncio da morte de Osama bin Laden.

U-S-A! é um grito entoado comumente usado para torcer por equipes esportivas nacionais dos Estados Unidos ou para expressar orgulho da nacionalidade americana. Ele é composto pela grafia repetitiva do acrônimo do nome oficial do país, The United States of America.
Esse cântico foi documentado como um grito de torcida nos Jogos Olímpicos de Verão de 1972 em Munique, Alemanha, durante a final de basquete entre os Estados Unidos e a União Soviética, um evento que ocorreu no contexto da Guerra Fria, o que lhe conferiu uma vantagem na rivalidade esportiva, mas não foi popularizado até os Jogos Olímpicos de Verão de 1980 em Lake Placid, Nova Iorque, quando a equipe de hóquei no gelo dos Estados Unidos derrotou a equipe soviética na final, no que foi chamado de vitória do "Milagre no Gelo". A origem da torcida é incerta, embora haja registros que datam de antes dos Jogos Olímpicos de Verão de 1972.
Também foi cantada durante a final dos 1500 metros de atletismo nos Jogos Olímpicos de Verão de 1936 em Berlim. Ele pode ser ouvido no documentário Olympia, de Leni Riefenstahl, em 1:01:55.
Após os ataques de 11 de setembro de 2001, esse grito voltou a fazer sentido como sinal de unidade nacional em muitas cerimônias patrióticas. Ele foi ouvido durante a visita do Presidente George W. Bush às ruínas do World Trade Center na semana seguinte aos ataques às Torres Gêmeas. Em 1º de maio de 2011, quando uma multidão se reuniu do lado de fora da Casa Branca após o anúncio do Presidente Barack Obama sobre a morte de Osama bin Laden, que foi morto por um comando de elite das forças militares dos Estados Unidos no Paquistão, a multidão começou a aplaudir espontaneamente esse grito.